# Мехмед Саид Галип-паша
Мехмед Саид Галип-паша (тур. Mehmed Said Galip Paşa; 1763, Стамбул — 1829, Балыкесир) — османский дипломат и государственный деятель, великий визирь Османской империи (13 декабря 1823 — 14 сентября 1824).

## Биография
Родился в 1763 году в Стамбуле. Сын Саида Ахмеда Эфенди. Потерял своего отца в возрасте 10 лет. По содействии рейс уль-кюттаба (главы государственной канцелярии) Абдуллы Бери Эфенди начал службу в его ведомстве. В 1791 году Мехмед Саид Галип-паша в качестве писца участвовал в переговорах о перемирии между Османской империей и Россией.
В 1798 году началась французская военная экспедиция Наполеона в Египет. В 1801 году Франция потерпела поражение и вынуждена была вывести свой контингент из Египта. После подписания в январе 1801 года договора в Аль-Арише, регулирующего вывод французских войск из Египта, начались переговоры о заключении окончательного мирного договора между Османской империей и Францией. 9 октября 1801 года в Париже был заключен предварительный мирный договор между Францией и Османской империей. Для представления дипломатических интересов Порты в Париже был назначен Мехмед Саид Галип Эфенди. Он покинул 1 апреля Стамбул и 3 июня 1802 года прибыл в Париж, приняв участие в дипломатических переговорах. 25 июня 1802 года был заключен окончательный Парижский мирный договор между Францией и Османской империей. Со стороны Порты его подписал Мехмед Саид Галип Эфенди.
В октябре 1806 года Мехмед Саид Галип Эфенди был назначен рейс уль-кюттабом (главой государственной канцелярии).
В 1806—1812 годах шла война между Россией и Османской империей. Представители Османской империи и России собрались и начали переговоры о перемирии. Во главе османской делегации находился Мехмед Саид Галип Эфенди. 25 августа 1807 году в городе Джурджу было заключено первое перемирие между Портой и Россией.
В 1811 году Мехмед Саид Галип во главе османской делегации участвовал в переговорах и подписании нового перемирия с Россией. В следующем 1812 году он выступал в качестве главы османской делегации на мирных переговорах с русскими. 28 мая 1812 года Мехмед Саид Галип участвовал в подписании Бухарестского мирного договора, который закончил Русско-турецкую войну 1806—1812 годов.
В январе 1814 года Мехмед Саид Галип в третий раз был назначен на должность рейс уль-кюттаба. Вскоре между Халедом Эфенди, главным советником султана Махмуда II, и Мехмедом Саидом Галипом Эфенди начались разногласия. Последний был выслан из столицы и назначен санджакбеем провинции Кютахья. В том же 1814 году ему были пожалованы звания визиря и паши. В середине 1814 года он был назначен санджакбеем провинции Болу в Анатолии. Затем занимал должности губернатора Сиваса (1815), Нигде (1817), Анкары, Чанкыры, Болу и Кастамону. В июне 1821 года Мехмед Саид Галип-паша лишился звания визиря и был сослан в Конью. После казни Халеда Эфенди в 1823 году в декабре того же года ему был возвращен титул визиря. Руководил санджаками Бозок, Кайсери, Измит и Бурса в Анатолии.
13 декабря 1823 года Мехмед Саид Галип-паша был назначен султаном Махмудом II новым великим визирем Османской империи. Не поддержал планы султана о ликвидации янычарского корпуса. 14 сентября 1824 года Мехмед Саид Галип-паша был отстранен от занимаемой должности. Следующим великим визирем был назначен Бендерли Мехмед Селим Сырры-паша.
После отставки Мехмед Саид Галип-паша был отправлен в ссылку в Галлиполи. В феврале/марте 1825 года он был назначен губернатором (вали) провинции Эрзурум. В 1828 году, находясь на губернаторстве в провинции Эрзурум, Мехмед Саид Галип-паша отправил своё мнение о русско-турецкой войне 1828—1829 годов в Стамбул, чем вызвал недовольство руководителей правительства. Он пытался противостоять русским в 1828 году, но не смог предотвратить падение Карса в 5 июля 1828 года.
В конце того же 1828 года он был отстранен от должности губернатора Эрзерума и отправлен в ссылку в Балыкесир. Скончался в 1829 году, находясь в ссылке в Балыкесире. Его могила находится на кладбище мечети Заганос-паши в Балыкесира.